# Darwinius
Darwinius, denumită astfel pentru a celebra bicentenarul Darwin, a fost un mamifer primat din perioada eocenului, care este foarte similar cu un lemurian de astăzi, care a trăit cu circa 47 de milioane de ani în urmă. Deși prezentarea lumii de către o echipă de la Muzeul de istorie naturală a Universității din Oslo la 19 mai 2009 a iscat oareceva controverse, Darwinius masillae este considerat o importantă „veriga lipsă” din ramura evoluționară umană.

## Descoperirea
Este vorba de schelet descoperit în 1983 de un arheolog amator într-o carieră din zona localității Messel, care a fost expus în mai multe muzee. Primul care a recunoscut importanța acestei fosile este paleontologul norvegian Jørn Hurum, de la Muzeul Național de Istorie, Universitatea din Oslo.
Specimenul a fost denumit „Ida” după numele fetei cercetătorului.

## Descriere
Scheletul fosilizat s-a conservat în proporție de 95%, lipsind doar extremitatea membrului posterior stâng. Se pot observa chiar și conturul blănii și indicii legate de ultima sa hrană, bazată pe fructe. Aspectul este asemănător unui lemur actual. Are o lungime de 53 cm și o vârstă cuprinsă între șase și nouă luni.
Asemănarea cu omul, deci și valoarea fosilei, constă în faptul că „Ida” are unghii în loc de gheare, iar un os al membrelor inferioare (osul talus) are un aspect aproape antropoid.